# 한국고분자학회
사단법인 한국고분자학회(The Polymer Society of Korea, PSK)는 사회일반의 이익에 공여하기 위하여 공익법인의 설립운영에 관한 법률의 규정에 따라 고분자에 관한 화학, 물리학, 생물학, 공학 등에 관한 학문 및 기술의 발전 및 보급에 기여하고 고분자과학 및 고분자공업의 진흥에 이바지함을 목적으로 1976년 10월 8일에 설립된 과학기술정보통신부 소관의 사단법인이다. 사무실은 서울특별시 강남구 강남대로 354 혜천빌딩 601호에 있다. 관련 분야 도서의 간행, 연구발표회를 비롯한 각종 회의를 개최, 조사연구와 자료모집 등을 활동하고 있다. 1977년에 창간된 학회지 《폴리머》를 발간하고 있다.

## 주요 사업
- 회지 및 기타 도서의 간행
- 연구발표회, 강연회, 강습회 및 전시회 등의 개최
- 조사연구, 자료모집
- 연구의 장려와 우수한 업적의 표창
- 공익사업의 협찬, 건의 및 고분자공업에 관한 자문
- 기타 이 법인의 목적달성에 필요한 사업

## 조직
- 회장
- 수석부회장
- 부회장
- 감사
- 전무이사
- 총무이사
- 평이사
- 운영위원회

## 학회지
- 《폴리머》 - 1977년에 창간하여 매년 발행하고 있다.[1]